# Aytaç Kara
Aytaç Kara (* 23. März 1993 in Bornova, Izmir) ist ein türkischer Fußballspieler.

## Karriere

### Verein
Aytaç Kara begann mit dem Vereinsfußball in der Jugend von Izmir. Im Sommer 2011 erhielt er hier einen Profi-Vertrag, spielte aber weiterhin fast ausschließlich für die Reservemannschaft. Nebenbei nahm er aber auch am Training der Profis teil und saß bei einigen Spielern sogar auf der Ersatzbank. So machte er sein Debüt als Profispieler am 22. August 2010 in einer TFF-1. Lig-Begegnung gegen TKİ Tavşanlı Linyitspor. Die gleiche Saison spielte er auch in der Pokalbegegnung. Nachdem zum Saisonende 2010/11 sein Verein in die TFF 2. Lig abstieg, ging Kara mit seinem Verein in diese Liga. Hier wurde er dann vollends in den Profikader eingegliedert. Nachdem er die ersten Spieltage auf der Ersatzbank saß, eroberte er sich im Dezember 2011 einen Stammplatz und behielt diesen bis zum Saisonende.
Im Sommer 2012 wurde sein Wechsel zum Erstligisten Eskişehirspor bekanntgegeben.
Am letzten Tag der Wintertransferperiode 2014/15 wechselte Kara zu Trabzonspor. Für die Saison 2017/18 wurde er an den Ligarivalen Yeni Malatyaspor ausgeliehen. Nach dieser Saison wechselte Kara von Trabzonspor zu Bursaspor. Hier zeigte er erneut gute Leistungen und wurde wieder für die türkische Nationalmannschaft nominiert. Nachdem sein Verein aber zum Saisonende den Klassenerhalt verfehlt hatte, wechselte Kara zur neuen Saison zu Kasımpaşa Istanbul. Für Kasımpaşa spielte Kara zwei Jahre lang und kam zu 58 Ligaspiele und erzielte neun Tore. Kara unterschrieb am 11. Juni 2021 einen Dreijahresvertrag bei Galatasaray Istanbul. Für den Rest der Saison 2021/22 wurde Kara an Göztepe Izmir ausgeliehen. Kurz vor dem Beginn der Saison 2022/23 wurde der Vertrag zwischen Kara und Galatasaray aufgelöst.

### Nationalmannschaft
Aytaç Kara spielte neben der türkischen U-18 auch für die U-19-Jugendnationalmannschaft.
Nachdem er bei Eskişehirspor zum Stammspieler aufgestiegen war und über mehrere Wochen zu überzeugen wusste, wurde er zum ersten Mal in seiner Karriere im November 2013 im Rahmen zweier Testspiele vom Nationaltrainer Fatih Terim in das Aufgebot der türkischen Nationalmannschaft nominiert. Er gab im Testspiel vom 19. November 2013 gegen die belarussische Nationalmannschaft sein Länderspieldebüt.